# Etlingera elatior
El bastón de emperador   (Etlingera elatior) es una planta de la familia de las zingiberáceas.

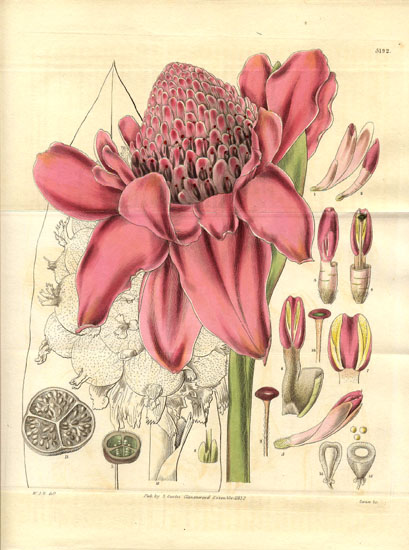
Ilustración

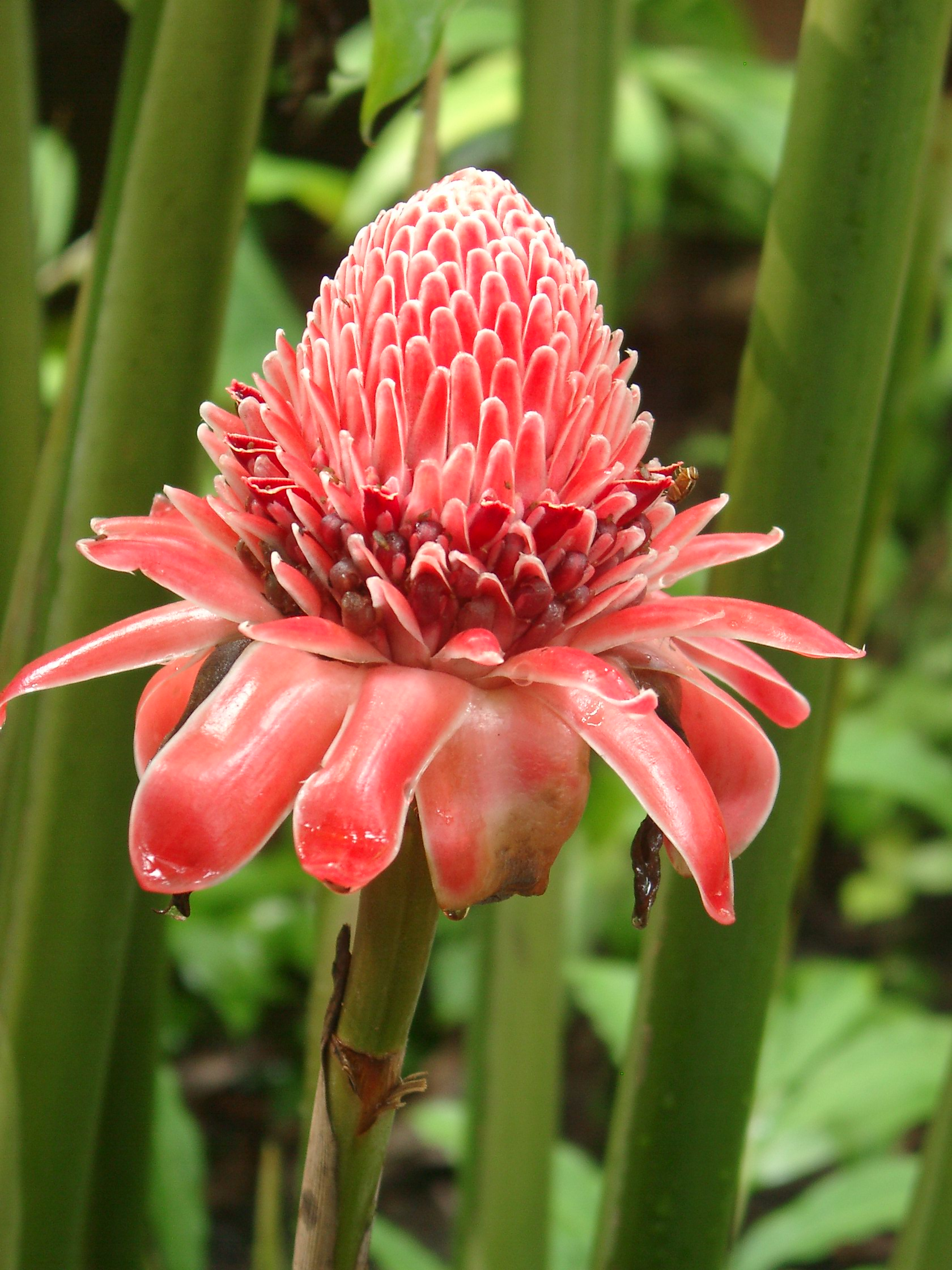
Flor

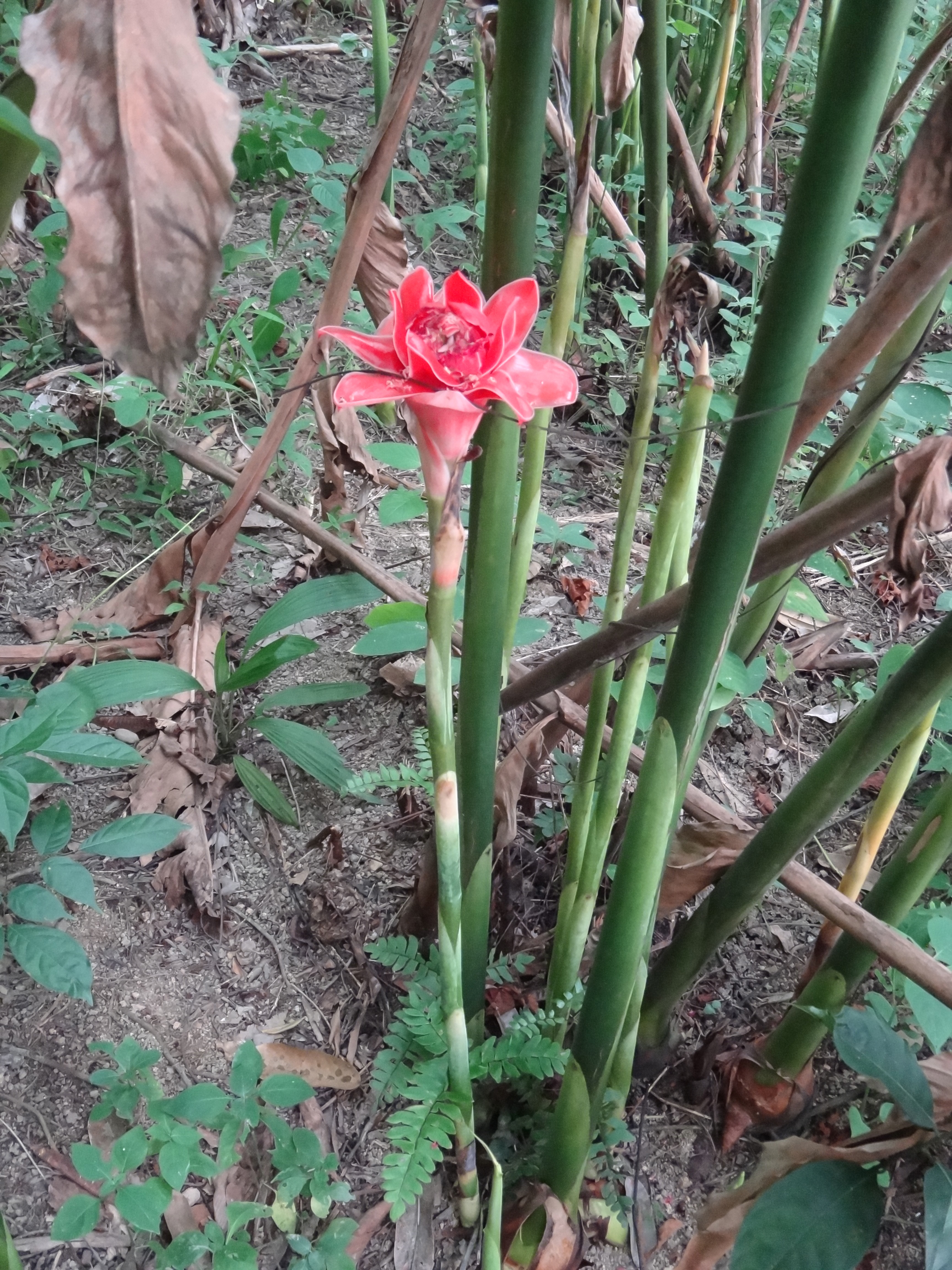
Vista de la planta

## Descripción
Planta apta para jardines tropicales, cuyas oblongas hojas, de 1 m de largo, tienen pecíolos foliares de 6 m como los del bambú. En primavera, un racimo de florecillas escarlata bordeadas de blanco o dorado nace incrustado en un cono céreo piramidal de brácteas rojo brillante con márgenes rosados, que a veces miden 25 cm de diámetro al abrirse. La inflorescencia nace en un escapo de 1,5 m.

## Distribución
Planta originaria de Indonesia, hoy se encuentra por todas las regiones tropicales del planeta.

## Química
De las hojas de E. elatior, se han aislado tres ácidos caffeoylquinico, incluyendo el ácido clorogénico (CGA), y tres flavonoides, quercitrina, isoquercitrina y catequina. El contenido de CGA fue significativamente mayor que en las flores de Lonicera japonica (madreselva japonesa), la fuente comercial. Un protocolo para la producción de un extracto estandarizado de hierbas de CGA a partir de hojas de E. elatior (40%) se ha desarrollado, en comparación con el CGA comercial de extractos de flores de la madreselva (25%).
Las hojas de E. elatior tienen la mayor actividad antioxidante, antibacterial y de inhibición de la tirosinasa entre cinco especies de Etlingera estudiadas. Las propiedades antioxidantes (AOP) de las hojas fueron significativamente más fuertes que las flores y los rizomas. Las hojas de las poblaciones de las tierras altas tenían valores AOP altos que sus homólogos de las tierras bajas. El secado térmico de las hojas provoca  descensos drásticos en AOP, mientras que las hojas liofilizadas mostraron valores significativamente más altos de AOP. Los extractos etanólicos de las inflorescencias tienen actividad antimicrobiana y son citotóxicas para las células HeLa. La actividad antioxidante de los diarilheptanoides aislados de rizomas es mayor que en α-tocoferol. E. elatior tiene un efecto antioxidante contra la hepatotoxicidad  inducida por plomo en ratas.

## Taxonomía
Etlingera elatior fue descrita por (Jack) R.M.Sm. y publicado en Notes from the Royal Botanic Garden, Edinburgh 43(2): 244–245. 1986.
Sinonimia
- Achasma yunnanensis T.L. Wu & S.J. Chen
- Alpinia acrostachya Steud.
- Alpinia diracodes Loes.
- Alpinia elatior Jack
- Alpinia javanica (Blume) D.Dietr.
- Alpinia magnifica Roscoe
- Alpinia speciosa (Blume) D.Dietr.
- Amomum magnificum (Roscoe) Benth. & Hook.f. ex B.D.Jacks.
- Amomum tridentatum (Kuntze) K.Schum.
- Bojeria magnifica (Roscoe) Raf.
- Cardamomum magnificum (Roscoe) Kuntze
- Cardamomum speciosum (Blume) Kuntze
- Cardamomum tridentatum Kuntze
- Diracodes javanica Blume
- Elettaria speciosa Blume
- Etlingera elatior var. alba Todam & C.K.Lim
- Etlingera elatior var. pileng Ongsakul & C.K.Lim
- Geanthus speciosus Reinw. ex Blume
- Hornstedtia imperialis (Lindl.) Ridl.
- Nicolaia elatior (Jack) Horan.
- Nicolaia imperialis Horan.
- Nicolaia intermedia Valeton
- Nicolaia magnifica (Roscoe) K.Schum. ex Valeton
- Nicolaia speciosa (Blume) Horan.
- Phaeomeria imperialis Lindl.
- Phaeomeria magnifica (Roscoe) K.Schum.
- Phaeomeria speciosa (Blume) Koord.[9]